# Джон Д. Арнольд
Джон Д. Арнольд (англ. John D. Arnold) — американський дипломат. Консул США в Одесі у 1861 роках.

## Життєпис
Народився в Пеорії, округ Пеорія, республіканець.
У 1855—1859 рр. — член сенату штату Іллінойс від 8 округу;
У 1856 році — делегат Республіканської національної конвенції штату Іллінойс, член Комітету з перевірки повноважень;
У 1861 році — американський консул в Одесі;
У 1861—1862 рр. — американський консул в Санкт-Петербурзі.